# چوب غذاخوری

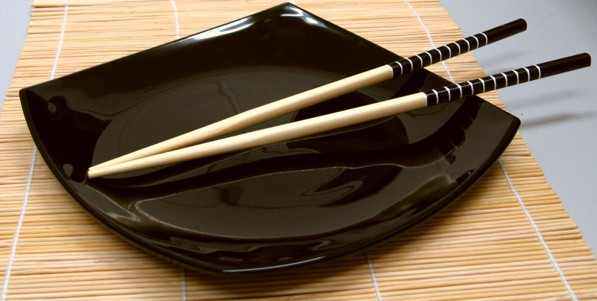
یک جفت چوبک.

چوب غذاخوری (چوبک غذاخوری یا به اختصار چوبک) یا چاپِستیک (به انگلیسی: Chopsticks) یا هاشی (به ژاپنی:箸)   نوعی وسیلهٔ رایج برای خوردن غذا در آسیای شرقی است. این وسیله از دو میله باریک و سبک هم اندازه تشکیل شده‌است و در بین مردم این ناحیه، به عنوان جایگزینی سنتی برای قاشق، چنگال و کارد به کار می‌رود. مردمان چین، ژاپن، تایوان، کره جنوبی، کره شمالی و ویتنام از چوبک برای خوردن غذا استفاده می‌کنند. در برخی نقاط گرفتنش با دست چپ خلاف نزاکت است.
در چین به چوبک کوائیزی (筷子) گفته می‌شود. دست کم از سه هزار سال قبل چوبکِ غذا در این کشور مورد استفاده قرار می‌گرفته‌است.
معمولاً جنس چاپستیک از چوب یا سنگ است. چوبک‌های ژاپنی از نظر اندازه و وزن کوچکتر از انواع چینی هستند.

## روش استفاده

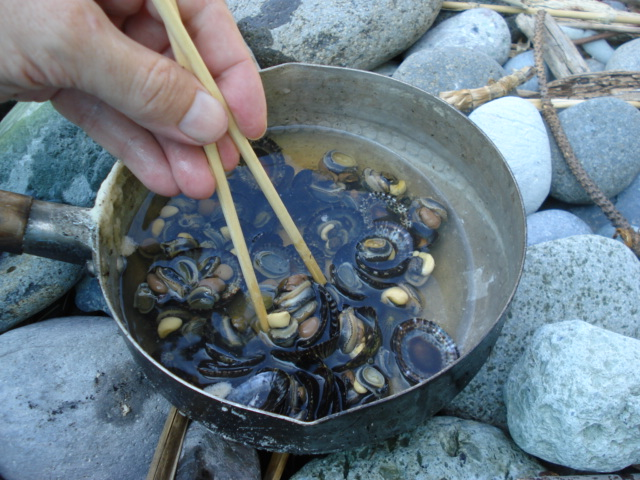
چوبکِ غذاخوری

افراد مختلف ممکن است به شیوه‌های گوناگونی از چوبک استفاده کنند اما معمولاً دو چوبک در یک دست نگه داشته می‌شوند. یکی از چوبک‌ها در بین انگشت شست و اشاره قرار می‌گیرد و به انگشت میانه می‌چسبد. این چاپستیک حالت نسبتاً ثابتی دارد. قطعه دوم به صورت آزادانه تری بین سه انگشت شست، اشاره و وسط نگه داشته می‌شود.